# Galaxie active
Pour les articles homonymes, voir NAG et AGN.

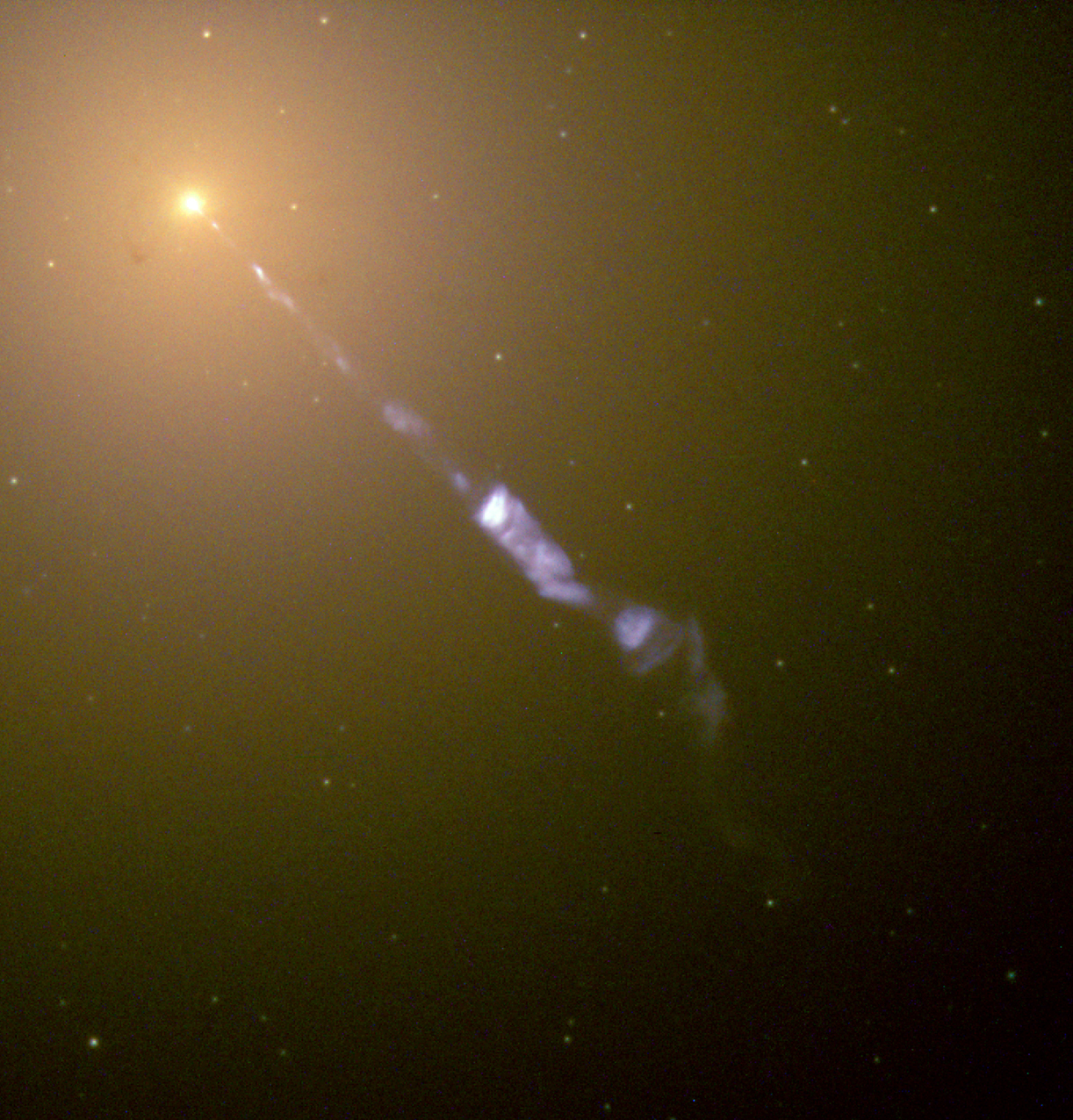
Image du télescope spatial Hubble d'un jet long de 5000 années-lumière éjecté de la radiogalaxie M87.

En astronomie, une galaxie active est une galaxie abritant un noyau actif (plus précisément noyau actif de galaxie, abrégé NAG, ou en anglais : Active Galactic Nucleus, abrégé AGN). Ce noyau est une région compacte au centre de la galaxie, dont la luminosité est beaucoup plus intense que la normale dans au moins un domaine du spectre électromagnétique (ondes radio, infrarouge, lumière visible, ultraviolet, rayons X ou rayons gamma), et qui présente des caractéristiques montrant que cette forte luminosité n'est pas d'origine stellaire. Le rayonnement du NAG résulterait théoriquement de l'accrétion par un  trou noir supermassif situé au centre de la galaxie-hôte. Les NAG sont les sources continues de rayonnement électromagnétique les plus lumineuses de l'Univers et, comme telles, permettent la détection d'objets distants ; leur évolution en fonction du temps cosmique constitue aussi une des contraintes des modèles cosmologiques.

## Modèles de NAG

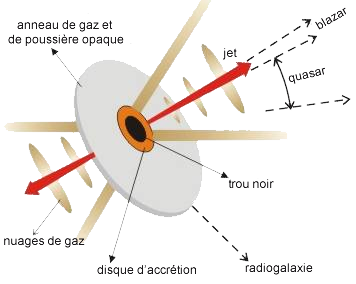
Modèle théorique des galaxies à noyau actif.

On a avancé depuis les années 1960 que les noyaux actifs de galaxies (NAG) devaient être alimentés par l'accrétion autour de trous noirs massifs (allant de 106 à 1010 masses solaires). Les NAG sont à la fois compacts et extrêmement lumineux sur de longues périodes : l'accrétion peut provoquer une conversion efficace d'énergie potentielle et cinétique ; les trous noirs massifs ont une haute limite d'Eddington, ce qui peut expliquer le côté durable d'une telle luminosité du noyau. On pense que les trous noirs supermassifs n'existent pas systématiquement au centre d'une galaxie massive : la masse d'un trou noir est en corrélation étroite avec la dispersion des vitesses ou la luminosité du bulbe galactique. Ainsi, les caractéristiques des NAG sont observées chaque fois qu'une certaine quantité de matière approche la sphère d'influence du trou noir central.

### Disque d'accrétion
Dans le modèle standard de NAG, des matériaux froids situés près du trou noir central forment un disque d'accrétion. Des processus dissipatifs dans celui-ci y transfèrent la matière vers l'intérieur et le moment angulaire vers l'extérieur, provoquant un échauffement du disque.
Le spectre attendu pour le disque d'accrétion d'un trou noir supermassif présente un pic dans l'ultraviolet et la lumière visible ; en outre, une couronne de matériaux chauds se forme au-dessus du disque d'accrétion et peut provoquer une diffusion Compton inverse supérieure à l'énergie des rayons X. Les radiations provenant du disque d'accrétion excitent les matériaux atomiques froids proches du trou noir. Une grande partie de la production primaire d'un NAG peut être obscurcie par de la poussière ou du gaz proches du disque d'accrétion. Ceux-ci absorbent le rayonnement et le ré-émettent sous d'autres longueurs d'onde, le plus souvent sous forme d'infrarouge.

### Jets
Certains disques d'accrétion produisent des jets, une paire de « faisceaux » de matière extrêmement rapides qui émergent près du disque (la direction du jet peut être déterminée, soit grâce au moment angulaire de l'axe du disque, soit grâce à l'axe de rotation du trou noir). Les mécanismes de production d'un jet et sa composition sur de petites échelles sont encore mal connues, car les observations ne peuvent pas distinguer les variations entre les différents modèles théoriques. Ils sont visibles surtout dans le domaine des ondes radio ; l'interférométrie à très longue base peut donc être utilisée afin d'étudier les radiations qu'ils émettent sur des distances inférieures au parsec. Cependant, ils sont visibles sur toutes les longueurs d'onde, allant des ondes radio aux rayons gamma, notamment grâce à la diffusion Compton inverse. Les NAG produisant des jets ont ainsi une seconde source (potentielle) d'émissions continues.

### NAG radiativement inefficaces
Une catégorie « radiativement inefficace » de solutions aux équations concerne l'accrétion. La plus connue d'entre elles est l'accrétion dominée par un flux d'advection. Dans ce type d'accrétion, la matière ne forme pas un disque fin et, par conséquent, ne propulse pas au loin l'énergie qu'elle a acquise en se déplaçant près du trou noir. L'existence de ce type d'accrétion pourrait expliquer le manque de puissance des radiations émises par le trou noir supermassif situé au centre de certaines galaxies elliptiques. Sinon, on pourrait s'attendre à ce que les taux élevés d'accrétion correspondent à de fortes luminosités,. Les NAG radiativement inefficaces pourraient aussi expliquer le manque de beaucoup d'autres caractéristiques sur certains NAG munis d'un disque d'accrétion.

## Caractéristiques observationnelles
Il n'y a pas de signature observationnelle unique pour les NAG. La liste ci-dessous regroupe certains éléments importants qui ont permis l'identification de systèmes comme étant des NAG.
- Les émissions nucléaires optiques continues sont visibles chaque fois que nous avons une vue directe sur le disque d'accrétion. Les jets peuvent aussi contribuer à ce composant des émissions d'un NAG.
- Les émissions nucléaires d'infrarouges sont visibles chaque fois que le disque d'accrétion et la matière environnant sont obscurcies par du gaz et de la poussière qui ré-émettent le rayonnement du noyau sous forme d'infrarouge. Étant des émissions thermiques, elles peuvent être distinguées des jets.
- Les raies d’émissions optiques larges proviennent de matériaux froids proches du trou noir central. Ces raies sont larges parce que les matériaux qui les émettent se déplacent à grande vitesse.
- Les raies d’émissions optiques étroites proviennent aussi de matériaux froids, mais ceux-ci étant plus éloignés du noyau, ils émettent des raies plus fines.
- Les émissions continues d'ondes radio sont toujours dues à un jet. Elles montrent un spectre caractéristiques des synchrotrons.
- Les émissions continues de rayons X peuvent provenir à la fois d'un jet et de la couronne chaude du disque d'accrétion via des processus de séparations : dans les deux cas, on peut observer un spectre de faible puissance. Dans certains NAG radio-silencieux (voir plus bas), il y a un petit sursaut de rayons X et plus des faibles émissions. L'origine de ces petits sursauts n'a pas encore été tout à fait résolue pour le moment.
- Les raies d’émissions de rayons X sont le résultat de l'illumination de matériaux lourds et froids par un flux de rayons X continu. La fluorescence donne lieu à des raies d'émission variées, la plus connue étant celle du fer à environ 6,4 keV. Ces raies peuvent être étroites ou larges.

## Types de galaxies actives
Les noyaux actifs de galaxie sont généralement divisées en deux classes : radio-silencieux (radio-quiet en anglais) et radio-bruyants (radio-loud en anglais). Dans les objets de la deuxième catégorie, les jets et les lobes qu'ils gonflent contribuent en grande partie à la luminosité de la galaxie, au moins dans le domaine radio. Les objets radio-silencieux sont plus simples puisque les jets et les émissions sous-jacentes peuvent être négligées.

### Noyaux actifs radio-silencieux
- Les régions de raie spectrale nucléaire de faible ionisation sont un type de noyau galactique qui est entièrement défini grâce à ses raies d’émissions. Comme leur nom l'indique, ces galaxies montrent uniquement des raies spectrales indiquant la présence d'éléments faiblement ionisés, et n'ont aucune autre caractéristiques des NAG. On pourrait donc se demander si tous les systèmes de ce type sont de vrais NAG (alimentés par l'accrétion d'un trou noir supermassif). Si cela est bien le cas, ils constituent les objets les moins lumineux parmi les NAG radio-silencieux.
- Les galaxies de Seyfert ont été les premiers objets à être différenciés parmi les galaxies actives. Elles montrent des raies d’émissions continues, étroites et (quelquefois) larges. Elles émettent souvent beaucoup de rayons X et, plus rarement, des jets visibles dans le domaine radio. Elles sont subdivisées en deux groupes : Seyfert 1 et 2. Les galaxies Seyfert 1 présentent bien plus de raies d’émissions, généralement intenses et larges, par rapport aux  galaxies Seyfert 2.  D'autre part les 1 émettent plus souvent des rayons X de faible énergie. Les galaxies abritant de tels noyaux sont en règle générale spirales ou irrégulières.
- Les quasars radio-silencieux sont essentiellement des versions plus lumineuses des Seyfert 1. La distinction est arbitraire et s'exprime en termes de magnitude optique. Les quasars sont des objets « quasi stellaires » en lumière visible. Ils montrent toujours des raies d’émissions continues de forte intensité dans les domaines optique et X. Ces galaxies peuvent être spirales, irrégulières, ou elliptiques. On remarque également une corrélation entre la luminosité du noyau et la masse de sa galaxie.
- Les quasars 2 sont, par analogie aux Seyfert 2, des objets lumineux comme un quasar classique, mais dépourvus de puissantes raies d’émissions dans le domaine optique, qu'elles soient continues ou larges. Ils sont assez difficiles à trouver, même si un certain nombre de candidats possibles ont été détectés.

### Noyaux actifs radio-bruyants
- Les quasars radio-bruyants se comportent exactement comme des quasars radio-silencieux à la différence qu'ils émettent des jets.
- Les blazars se distinguent par des émissions rapidement variables, polarisées dans le domaine optique, ainsi que par une production accrue de rayons X et d'ondes radio. Ces objets n'ont pas de raies d’émissions optiques, leur redshift ne peut donc être déterminé qu'à partir des caractéristiques de la galaxie hôte. Les raies d’émissions peuvent être intrinsèquement absentes ou simplement submergées par la variable additionnelle : dans ce dernier cas, elles peuvent se dévoiler lorsque ladite variable est à un niveau bas[6].  Les blazars ont un comportement assez proche aux quasars radio-bruyants si ce n'est qu'ils varient très rapidement. Dans les deux cas, on pense que l'émission variable provient de jets orientés vers la Terre. Cela a pour conséquence d'amplifier à la fois la luminosité du jet et l'amplitude de la variabilité.
- Les radiogalaxies sont un groupe hétérogène d'objets émettant une grande gamme d'ondes radio. En dehors de cela, leurs propriétés en tant que NAG sont diverses. Elles peuvent néanmoins être globalement classées selon leur excitation[7]. Les radiogalaxies faiblement excitées ne présentent pas de raies d’émissions fortes et étroites, d'autant plus que les lignes excitées proviennent probablement d'un mécanisme différent[8]. Leurs émissions de lumière visible et de rayons X prennent uniquement leur source dans un jet[9],[10]. En revanche, les raies d’émissions des radiogalaxies fortement excitées ressemblent à celle des Seyfert 2. La majorité de ces galaxies sont elliptiques.
- Les galaxies starburst émettent un pourcentage élevé de leur lumière (parfois jusqu'à 99 %) en tant que lumière infrarouge. On suppose que ces galaxies sont dans une période intensive de formation d'étoiles, et que la grande quantité de rayonnement des jeunes étoiles est absorbée par les nuages moléculaires. Ces derniers réémettraient alors cette énergie dans le domaine infrarouge.

## Unification
Les modèles unifiés des NAG regroupent 2 classes d'objets ou plus, basés sur les classifications observationnelles traditionnelles, en proposant qu'il y a bien un type unique d'objet physique observé sous différentes conditions. Les modèles unifiés les plus favorisés à ce jour sont les « modèles basés sur l'orientation ». Ceux-ci proposent que les différences apparentes entre ces types d'objets sont simplement dues à des orientations différentes par rapport à la ligne de visée de l'observateur.

### Unification des objets radio-silencieux
À de faibles luminosités, les objets à être unifiés sont les galaxies de Seyfert. Les modèles unifiés proposent que les Seyfert 1 sont observées avec une vue direct sur le noyau actif ; alors que nous voyons le noyau des Seyfert 2 à travers des structures obscurcissantes, ce qui modifie les raies d'émissions que nous observons sur Terre. L'idée de base des modèles d'accrétion dépendant de l'orientation est que deux objets, appartenant apparemment à des catégories distinctes, peuvent appartenir à la même s'ils sont observés selon des lignes de mire différentes. L'image standard consiste en un tore de matière opaque encerclant le disque d'accrétion. Il doit être suffisamment épais par cacher les raies larges, mais suffisamment fin pour laisser passer les raies étroites, qui sont observées dans les deux classes d'objets. Un tel tore a été observé pour la première fois autour du noyau actif de la galaxie Cygnus A ; son diamètre serait de 528 pc et sa hauteur de 286 pc. Les Seyfert 2 sont vues à travers ce tore. À l'extérieur de ce tore se trouvent des matériaux capable de dévier une partie des émissions nucléaires vers notre ligne de mire, ce qui nous permet d'observer certaines émissions de rayons X et de lumière visible, et dans certaines cas, des raies d'émissions larges — celles-ci sont alors fortement polarisées, montrant qu'elles ont été déviées et prouvant que certaines Seyfert 2 « contiennent » réellement une Seyfert 1 cachée.  Des observations en infrarouge appuient cette théorie.
À de plus fortes luminosités, les quasars prennent la place des Seyfert 1, mais les « quasars 2 » correspondant sont hypothétiques à ce jour.  S'ils n'ont pas le composant déviant des Seyfert 2, ils seront difficiles à détecter, mis à part leur raies fines et leur puissant rayonnement X.

### Unification des objets radio-bruyants
Historiquement, le travail sur l'unification des objets radio-bruyants s'est concentré sur les quasars radio-bruyants très lumineux. Ceux-ci peuvent être mis en commun de par leur raies d'émissions étroites d'une manière analogue à l'unification des Seyfert 1 et 2 (mais sans la complication du composant réflecteur : les radiogalaxies émettant des raies étroites ne montrent pas d'émissions nucléaires continues ou un quelconque flux de rayon X réfléchi, bien qu'elles émettent occasionnellement des raies larges polarisées). Les structures radio à grande échelle de ces objets ont apporté la preuve que les modèles d'unifications basés sur l'orientation sont bien vrais,,. Lorsqu'elles sont disponibles, les preuves fournies par les observations en rayons X soutiennent la thèse d'unification : les radio galaxies montrent des preuves d'obscuration par un tore de matière alors que les quasars pas.  Cependant, il faut prêter attention au fait que les objets radio-bruyants ont également un composant relatif au petits jets, il est par conséquent nécessaire de recourir à la haute résolution afin de séparer les émissions thermiques des gaz chauds à grande échelle. À de petits angles de la ligne de visée, les jets dominent l'image et nous pouvons voir certaines variétés de blazar.
Cependant, la majorité des radiogalaxies sont des objets peu lumineux et peu excités. Celles-ci ne présentent pas de fortes raies d'émissions optiques d'origine nucléaire — qu'elles soient étroites ou larges —, ont une raie continue dans l'optique, qui se trouve être entièrement relative au jet, et leurs émissions en rayons X proviennent également du jet seul. Ces objets ne peuvent être unifiés avec les quasars, bien qu'ils comprennent des objets très lumineux dans le domaine radio, puisque le tore ne pourra jamais masquer la région de raies étroites à la mesure requise et aussi parce que les études en infrarouge démontrent qu'ils n'ont pas de composant nucléaire caché. En fait, il n'y a absolument aucune preuve de l'existence d'un tore dans ces objets.  Ils forment donc très probablement une classe à part dans laquelle seules les émissions relatives au jets comptent. À de petits angles de la ligne de mire, ils apparaîtront comme des objets BL Lac.

## Utilisations encosmologieet évolution
Durant longtemps, les galaxies actives détenaient le record du plus grand redshift, du fait de leur forte luminosité (aussi bien en optique qu'en ondes radio) : elles ont toujours un rôle à jouer dans l'étude des débuts de l'univers. Néanmoins, on sait à présent que les NAG donnent, par nature, une image très biaisée de la galaxie à haut redshift « typique ».
L'étude de l'évolution des populations de NAG est plus intéressante. Les NAG lumineux de la plupart des classes (radio-silencieux et radio-bruyants) semblent avoir été beaucoup plus nombreux dans l'univers jeune. Cela suggère que les trous noirs massifs se sont formés relativement tôt et que les conditions pour la formations de NAG lumineux étaient plus facilement disponibles aux débuts de l'univers — par exemple, il y avait beaucoup plus de gaz froid au centre des galaxies qu'il n'y en a maintenant. Cela implique aussi qu'un grand nombre d'objets qui étaient des quasars lumineux le sont beaucoup moins, voire quasi sombres. L'évolution des populations de NAG peu lumineux est bien moins connue à cause de la difficulté de détecter et d'observer ces objets à hauts redshifts.